# Platyvelia brachialis
Platyvelia brachialis är en insektsart som först beskrevs av Carl Stål 1860.  Platyvelia brachialis ingår i släktet Platyvelia och familjen vattenlöpare. Inga underarter finns listade i Catalogue of Life.